# Sonnberg im Mühlkreis
Sonnberg im Mühlkreis ist eine Gemeinde  in Oberösterreich im Bezirk Urfahr-Umgebung im oberen Mühlviertel mit 1124 Einwohnern (Stand 1. Jänner 2024).

## Geografie
Sonnberg im Mühlkreis liegt auf einer Höhe von 740 m ü. A. im oberen Mühlviertel. Die Ausdehnung beträgt von Nord nach Süd 5,2 und von West nach Ost 4,1 Kilometer. Die Gesamtfläche umfasst 12,56 Quadratkilometer.

### Gemeindegliederung
Das Gemeindegebiet umfasst folgende Ortschaften (in Klammern Einwohnerzahl Stand 1. Jänner 2024):
- Albrechtschlag (24)
- Dreiegg (275)
- Rudersbach (534) samt Hochheide
- Sonnberg (291)

Die Gemeinde liegt im Gerichtsbezirk Urfahr.

### Nachbargemeinden
| Zwettl an der Rodl   |                                             | Reichenau im Mühlkreis |
|                      | Kompassrose, die auf Nachbargemeinden zeigt |                        |
| Kirchschlag bei Linz |                                             | Hellmonsödt            |

## Geschichte

### Ortsgeschichte
Im Jahr 1499 wird Sunnberg im Wildberger Urbar erstmals urkundlich erwähnt, wobei sich der Ortsname auf die sonnenbeschiene Hanglage bezieht. Die amtliche Unterscheidung in Obersonnberg und Untersonnberg kommt erstmals 1827 vor.
Im Jahre 1875 wurde Sonnberg der Gemeinde Hellmonsödt angegliedert. Seit 1919 ist Sonnberg wieder eigenständig.

### Einwohnerentwicklung
Die starke Zunahme der Bevölkerungszahl ist möglich, da sowohl die Geburtenbilanz als auch die Wanderungsbilanz positiv sind.

## Kultur und Sehenswürdigkeiten

### Bauwerke
Ein neues Gemeindezentrum wurde im Sommer 2004 errichtet, dazu ein neuer Sportplatz und neues Feuerwehrhaus. Die gesamten Kosten betrugen etwa 90.000 Euro. Die Hälfte des Geldes stammte aus privaten Arbeitsstunden. Die neue Dorfhalle entstand 2006 unter tatkräftiger Mithilfe der Bevölkerung. Anschließend fand im Rahmen eines Festes die Einweihungsfeier statt. Die Kosten dieses Projektes betrugen ungefähr 180.000 Euro.

## Wirtschaft und Infrastruktur

### Wirtschaftssektoren
Von den 52 landwirtschaftlichen Betrieben des Jahres 2010 wurden je 25 im Haupt- und im Nebenerwerb und zwei von Personengemeinschaften geführt. Im Produktionssektor arbeiteten 35 Erwerbstätige in der Bauwirtschaft, vierzehn im Bereich Herstellung von Waren und zwei in der Wasserver- und Abfallentsorgung. Die wichtigsten Arbeitgeber des Dienstleistungssektors waren die Bereiche freiberufliche Dienstleistungen (28) und Verkehr (14 Mitarbeiter).
| Wirtschaftssektor            | Anzahl Betriebe | Anzahl Betriebe | Erwerbstätige | Erwerbstätige |
| Wirtschaftssektor            | 2011            | 2001            | 2011          | 2001          |
| ---------------------------- | --------------- | --------------- | ------------- | ------------- |
| Land- und Forstwirtschaft 1) | 52              | 62              | 45            | 42            |
| Produktion                   | 9               | 4               | 51            | 21            |
| Dienstleistung               | 19              | 8               | 63            | 24            |

1) Betriebe mit Fläche in den Jahren 2010 und 1999

### Arbeitsmarkt, Pendeln
Im Jahr 2011 lebten 455 Erwerbstätige in Sonnberg. Davon arbeiteten 75 in der Gemeinde, mehr als achtzig Prozent pendelten aus.

## Politik

### Gemeinderat
Der Gemeinderat hat 13 Mitglieder.
- Mit den Gemeinderats- und Bürgermeisterwahlen in Oberösterreich 1997 hatte der Gemeinderat folgende Verteilung: 10 ÖVP und 3 SPÖ.
- Mit den Gemeinderats- und Bürgermeisterwahlen in Oberösterreich 2003 hatte der Gemeinderat folgende Verteilung: 9 ÖVP und 4 SPÖ.
- Mit den Gemeinderats- und Bürgermeisterwahlen in Oberösterreich 2009 hatte der Gemeinderat folgende Verteilung: 9 ÖVP und 4 SPÖ.
- Mit den Gemeinderats- und Bürgermeisterwahlen in Oberösterreich 2015 hatte der Gemeinderat folgende Verteilung: 7 ÖVP, 3 SPÖ und 3 FPÖ.
- Mit den Gemeinderats- und Bürgermeisterwahlen in Oberösterreich 2021 hat der Gemeinderat folgende Verteilung: 7 ÖVP, 4 SPÖ und 2 FPÖ.[8]

### Bürgermeister
- 1991–2003 Johann Pichler (ÖVP)
- 2003–2015 Josef Manzenreiter (ÖVP)
- seit 2015 Leopold Eder (ÖVP)

### Wappen
Blasonierung: In Blau hinter einem grünen Hügel, darin vier silberne, bogenförmig nach dem Unterrand gestellte Scheiben, aufgehend eine goldene Sonne. Die Gemeindefarben sind Blau-Weiß-Grün.
Das 1987 verliehene Gemeindewappen versinnbildlicht mit der Sonne und dem Berg als redendes Wappen den Ortsnamen. Die silbernen Scheiben beziehen sich auf eine lokale Sage, nach der der Teufel beim Bernstein einen Silberschatz vergraben haben soll und verweisen mit der Anzahl auf die vier Ortschaften Albrechtsschlag, Dreiegg, Rudersbach und Sonnberg.